# Julius Price
Julius Price (* 12. Juni 1833 in Nischni Nowgorod, Russland; † 24. Januar 1893 in Wien) war ein Tänzer.
Vom Beruf der Eltern geprägt, ergriff auch er die Tänzerlaufbahn und wurde 1855 an die Wiener Hofoper als Solotänzer und Mimiker engagiert. Er unterrichtete auch am Konservatorium der Gesellschaft der Musikfreunde und schuf als Choreograph die Ballette „Saltarello“, „Harlekin als Elektriker“ und gemeinsam mit Karl Groß „Der Vater der Debütantin“. 
Er ruht auf dem Evangelischen Friedhof Wien-Simmering (II, 164). 